# Estrada do Vergueiro

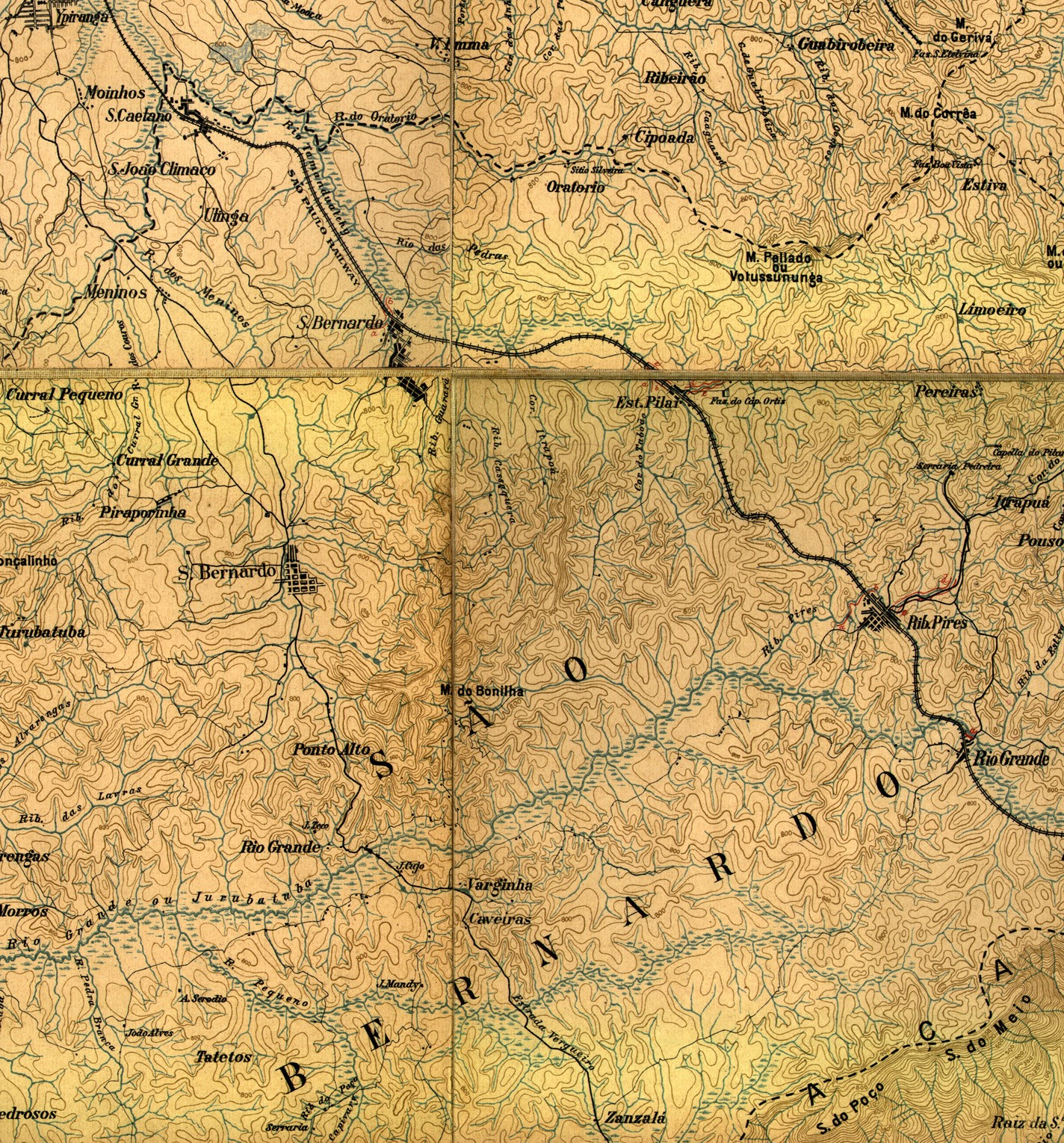
Mapa da antiga cidade de São Bernardo, abrangendo toda a Região do Grande ABC. Observa-se a Estrada do Vergueiro e a São Paulo Railway.

A Estrada do Vergueiro constituiu-se numa variante da Estrada da Maioridade, antiga via que unia a baixada Santista ao planalto paulista. Recebeu essa designação após a construção de novos trechos e ser totalmente reformada entre 1862 e 1863, sob o comando do Comendador José Pereira de Campos Vergueiro, filho do Senador Nicolau Pereira de Campos Vergueiro.
A Estrada da Maioridade percorria trechos do Ipiranga e depois adentrava a Estrada das Lágrimas, onde ainda hoje há uma famosa figueira junto a qual os familiares se despediam dos viajantes. A seguir, seguia na direção de São Bernardo ao longo do Ribeirão dos Meninos, até cruzar o Rio Grande e seguir trechos que se encontravam com a Calçada do Lorena, na descida da Serra do Mar.
José Vergueiro, ao reformar a Estrada da Maioridade, construiu um novo trecho urbano, iniciando-se próximo à Praça da Sé, no centro de São Paulo, e seguindo para Vila Mariana e São João Clímaco, para cruzar o ribeirão dos Couros e seguir para a vila de São Bernardo. Vergueiro tomou essa medida para evitar as constantes cheias do rio Tamanduateí, no Ipiranga.

## Reformas

#### Transformação da Estrada da Maioridade na Estrada do Vergueiro
Até meados do século XIX, os viajantes que se encaminhavam de Santos à São Paulo tinham de seguir trechos a pé ou no lombo de burros, pois a estrada estava muito precária. José Vergueiro realizou a macadamização (Mac Adam, macadame ou pedregulho) de vários trechos e a reconstrução de pontes, transformando o Caminho do Mar em estrada de rodagem, no sentido técnico e moderno da expressão.

#### Transformação da Estrada do Vergueiro na Rodovia Caminho do Mar
Entre os anos de 1913 e 1916, Arthur Rudge da Silva Ramos, delegado de polícia de São Paulo, foi um dos responsáveis por uma nova reforma da estrada. Ele tomou esta iniciativa depois que sentiu-se constrangido pelas condições em que se encontravam as vias da subida de Santos a São Paulo. Contou com o apoio de amigos importantes, como o Dr. Washington Luís Pereira de Sousa e do presidente do Automóvel Club de São Paulo, que também tinham interesse na melhoria das estradas públicas.
Ao final desta reforma, com uma nova macadamização, e logo depois com a pavimentação com concreto, a estrada de Santos torna-se a primeira estrada asfaltada da América Latina, destinada para veículos de motor à explosão. 
Posteriormente a estrada seria conhecida como Estrada Velha de Santos ou Rodovia Caminho do Mar.

## Vias remanescentes
A Estrada do Vergueiro foi desmembrada em muitas vias, remanescentes até hoje nas cidades de São Paulo, São Bernardo do Campo e Cubatão. Seu início é no Largo da Pólvora, seguindo pela Avenida da Liberdade, Rua Vergueiro e Via Anchieta, em São Paulo. A seguir, entra em São Bernardo pela atual Avenida Dr. Rudge Ramos, seguindo pela Avenida Senador Vergueiro, até alcançar a Rua Marechal Deodoro e depois o curso da atual Via Anchieta. Daí, há um trecho ainda nomeado como Estrada do Vergueiro, que vai até próximo ao Riacho Grande, seguindo pela Rodovia Caminho do Mar até Cubatão.

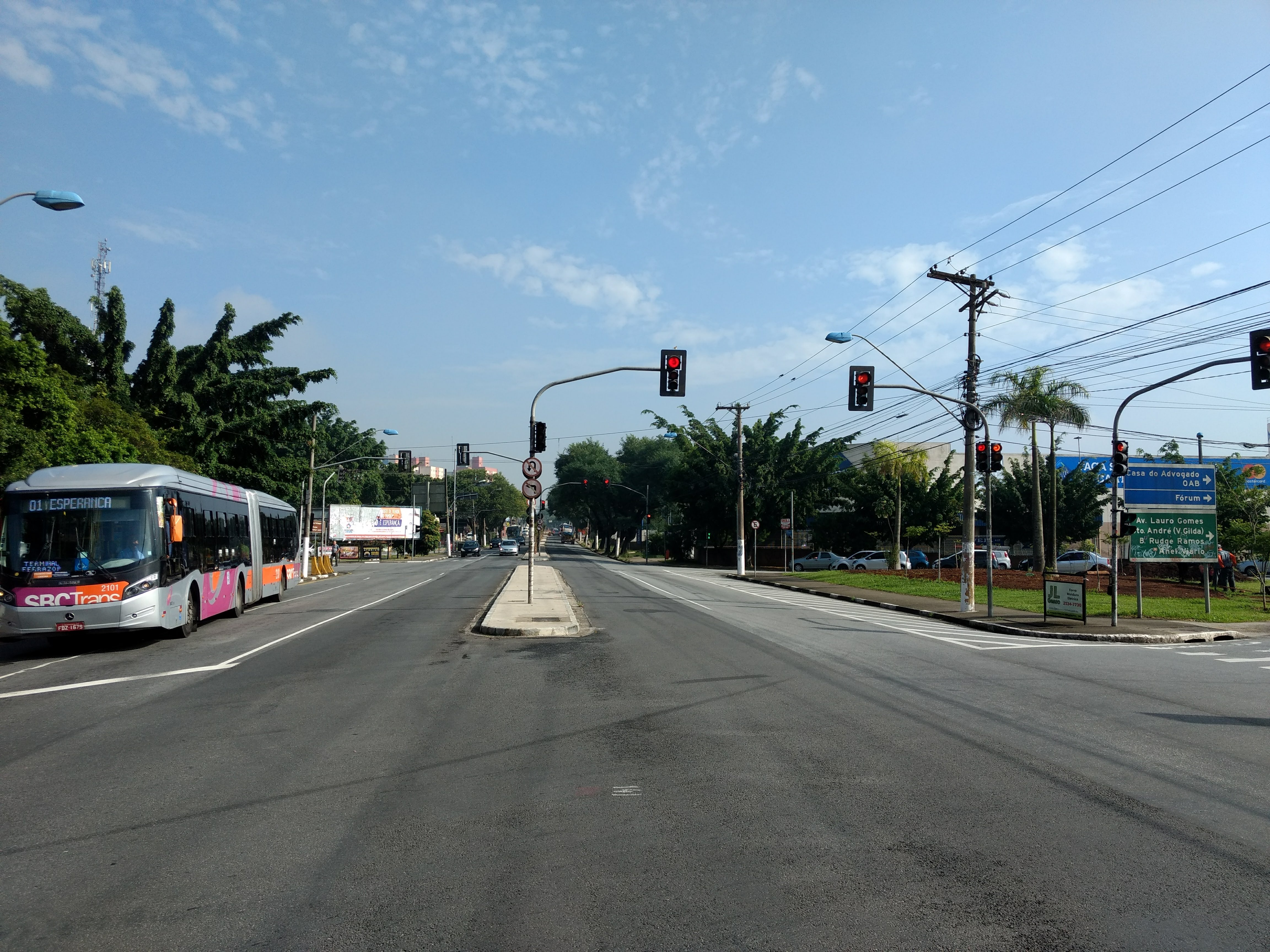
Avenida Senador Vergueiro, em São Bernardo do Campo, próximo à esquina com a Avenida Kennedy (onde o Córrego Borda do Campo segue em galerias)

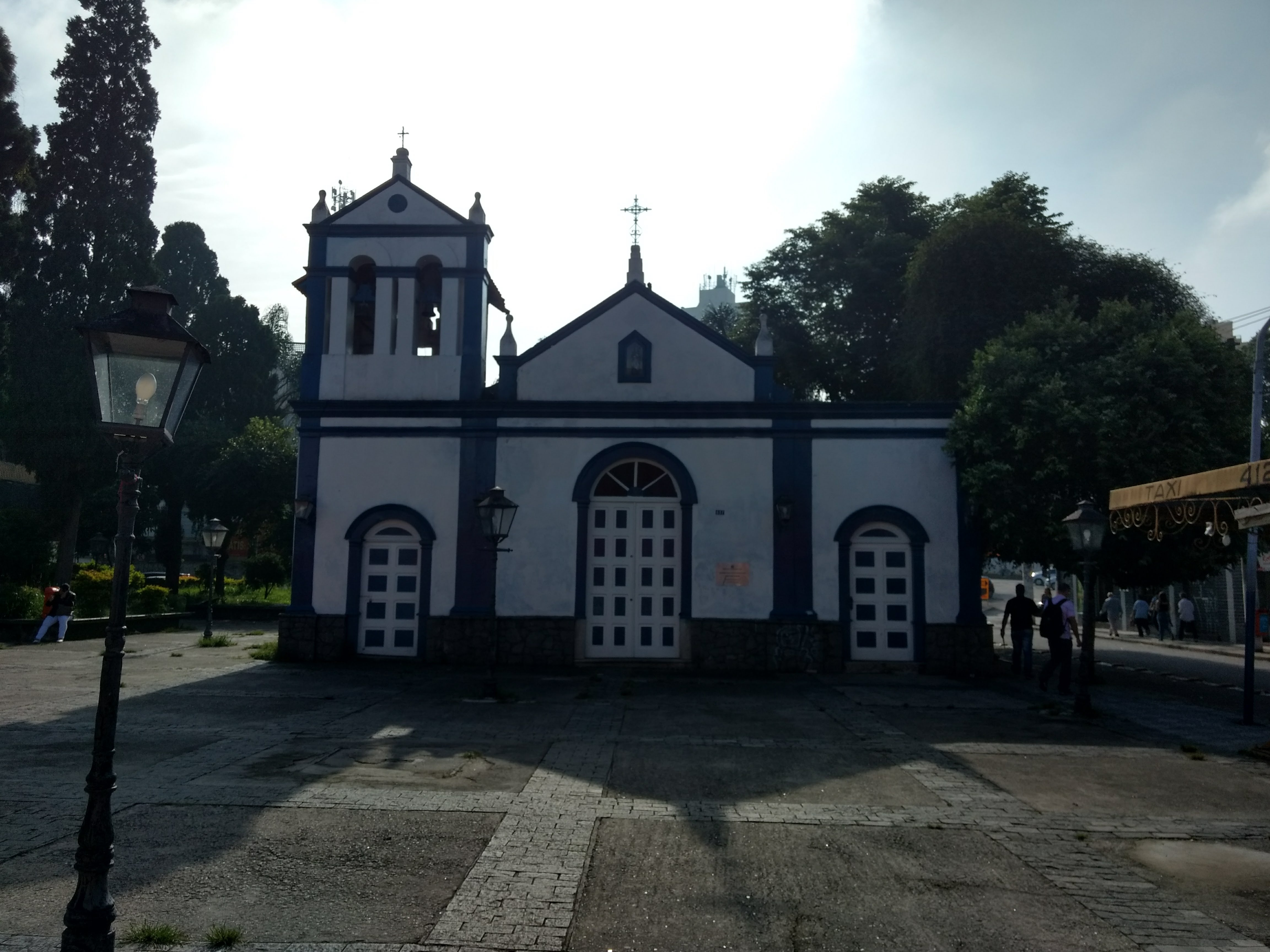
Capela de Santa Filomena na Rua Marechal Deodoro, São Bernardo do Campo